# Grave Encounters 2
Grave Encounters 2 ist ein US-amerikanisch-kanadischer Horrorfilm über das Übernatürliche, aus dem Jahr 2012. Er stellt außerdem die Fortsetzung zum Film Grave Encounters dar.

## Handlung
Der Filmstudent Alex Wright ist ein klischeehafter Horrorfilm-Junkie. Auf seinem YouTube-Kanal bespricht er wöchentlich diverse Horrorwerke. Von dem Film Grave Encounters ist er besonders gefesselt. Als er herausfindet, dass die gesamte Filmcrew der Fernsehserie Grave Encounters als verschollen gilt, trommelt er seine Freunde zusammen, die gemeinsam die psychiatrische Anstalt besuchen, in der der Film spielt. Doch dann passieren vermehrt merkwürdige Dinge und es erhärtet sich der Verdacht, dass der Film etwas damit zu tun haben könnte. Nun stellt sich die Frage, ob die Ereignisse aus Grave Encounters tatsächlich real waren. Nach einem vermeintlich gelungenen Fluchtversuch gelangen die Protagonisten wieder nach draußen und fahren zurück in ihr Hotel. Im Hotel angekommen begeben sie sich mithilfe des Aufzugs ins Stockwerk, in dem ihr Zimmer liegt. Als die Türen des Aufzugs sich wieder öffnen befinden sie sich wieder in der Anstalt. Mit ihrem durch den Film erworbenen Wissen versuchen die Freunde, das unaussprechlich Böse zu überstehen. Dabei dringen sie weiter in die Anstalt vor als die Protagonisten im Film und finden sogar den ehemaligen Serienmoderator Lance Preston, der schon knapp 10 Jahre in dem Gebäude verweilt. Gegen Ende finden sie ein freistehendes Tor, durch welches Alex aus der Anstalt in eine wüstenartige Gegend in Kalifornien gelangt. Das Tor fällt hinter ihm zusammen und Alex ist als einziger Überlebender frei.

## Hintergrund
Der Film ist wie sein Vorgänger im sogenannten Found Footage-Format (dt.: gefundene Aufnahmen) gedreht. Die Produktion des Films erfolgte 2011. Zügig nach dem Produktionsbeginn wurde offenbart, dass John Poliquin Regie führte und die Vicious Brothers (wie sich das Duo Colin Minihan und Stuart Ortiz nennt) zu zweit das Drehbuch verfassten. Der erste Trailer wurde am 4. September 2012 ausgestrahlt. Die Veröffentlichung in den USA erfolgte am 12. Oktober 2012. Bei Einnahmen von knapp über 8.200.000 US-Dollar betrug das Budget rund 1.400.000 US-Dollar.
Grave Encounters 2 wurde im Oktober 2012 in den Vereinigten Staaten im iTunes Store als Download bereitgestellt und in Deutschland am 24. September 2013 auf DVD und Blu-ray veröffentlicht.

## Rezeption
Der Film erhielt auf Filmkritik-Aggregator Rotten Tomatoes von den Rezensenten lediglich 20 Prozent. Mit über 2.684 Rezensionen erhielt der Film bei den Zuschauern 27 Prozent. Der Film gilt auf der Webseite als rotten (dt.: verrottet), was eine negative Bewertung bedeutet.